# Classe Parchim
Le corvette appartenenti alla classe Parchim (progetto 133.1 secondo la classificazione russa) sono piccole unità appositamente studiate per la lotta antisommergibile. La classificazione russa è MPK (Malyj Protivolodočnyj Korabl': piccola nave antisommergibile).

## Sviluppo
Le classe Parchim sono state costruite in Germania Est tra il 1986 ed il 1990. Praticamente, si tratta della copia delle corvette sovietiche classe Grisha, ma sono inferiori rispetto a queste sotto quasi tutti i punti di vista. Probabilmente, furono commissionate ed acquistate esclusivamente per sostenere l'industria cantieristica della DDR. Infatti, le ordinazioni cessarono nel 1990. Vennero tutte revisionate e potenziate tra il 1994 e il 1995. Le 16 unità della Volksmarine sono state vendute dopo la riunificazione tedesca all'Indonesia dove ancora oggi sono in servizio.

## Il servizio
Le navi della classe Parchim, costruite in Germania Est, prestarono servizio sia nella Volksmarine, sia nella marina sovietica (e poi in quella russa).

### Unione Sovietica/Russia
Complessivamente, l'Unione Sovietica ne acquistò circa una dozzina di unità. Queste entrarono poi nella marina russa. Oggi ne rimangono in servizio meno di una decina, tutte nella Flotta del Baltico.
- 264ª Divisione Antisommergibile (Baltyysk)
  - MPK-105
  - MPK-224 Aleksin
  - MPK-227
  - MPK-228 Bashkartostan
  - MPK-229 Kalmykia
- 105ª Brigata della Guardia Costiera (Kronštadt)
  - MPK-99 Zelenodolsk
  - MPK-192 Urengoy
  - MPK-205 Kazanets.

Risultano non più operative: MPK-67, MPK-213, MPK-216 ed MPK-219.

### Germania Est
La Volksmarine ne ricevette complessivamente 16 esemplari, nella prima metà degli anni ottanta. Le navi ricevettero nomi di città minori della Germania Est, ed erano inquadrate in unità cacciasommergibili (UJA). Il loro compito era quello di contrastare i sottomarini della Germania Ovest, della Danimarca e, probabilmente, anche della Svezia.

Le Parchim tedesco-orientali sono state tutte radiate il 31 dicembre 1991, e trasferite all'Indonesia. Qui sono ancora utilizzate per operazioni di pattugliamento.

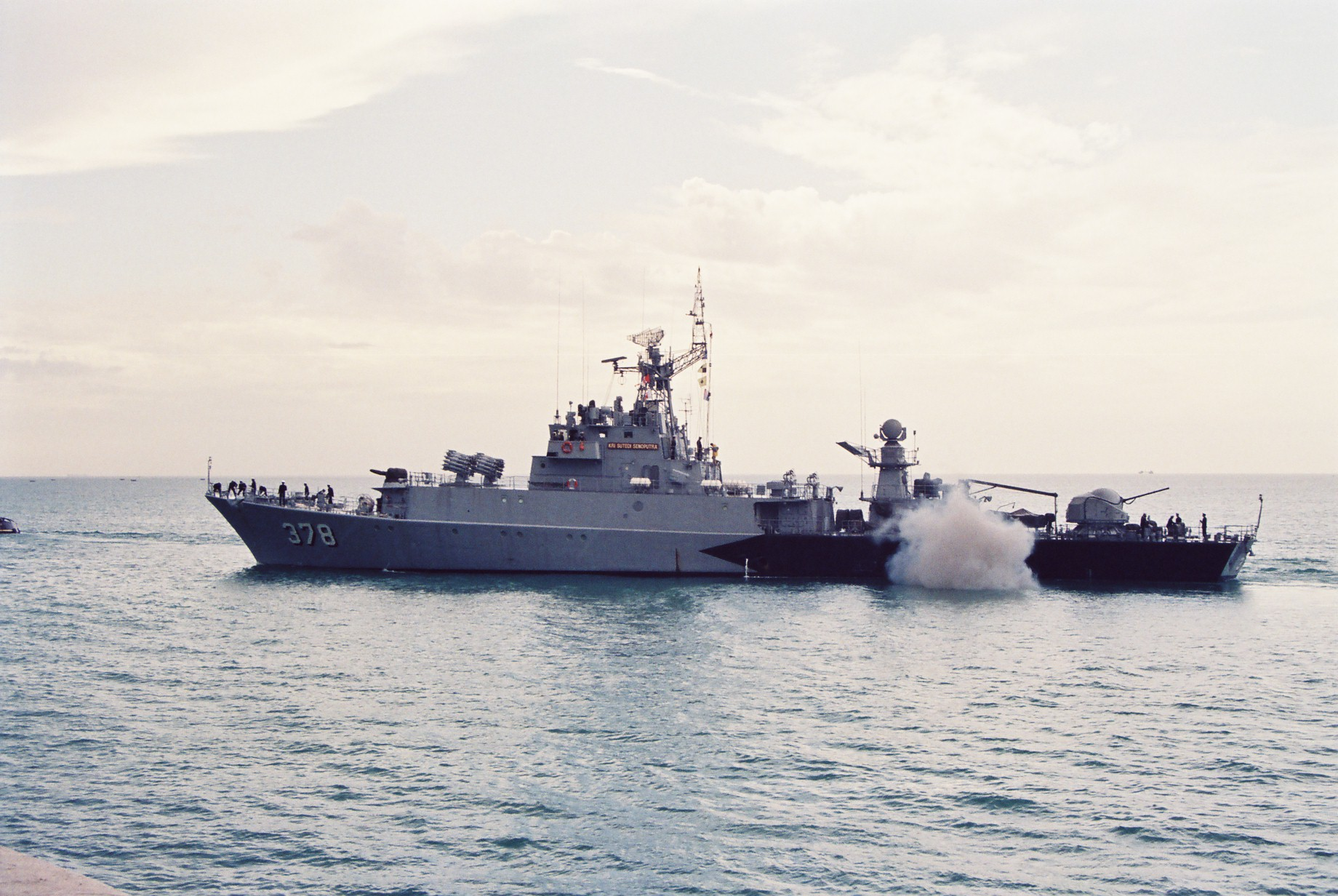
Sutedi Senoputra nel 1994.

- 1. Flottille (Peenemünde) (1. UJA)
  - Gadebusch: entrata in servizio il 31 agosto 1984. Operativa in Indonesia con il nome di Silus Papare.
  - Grevesmühlen: entrata in servizio il 21 settembre 1984. Operativa in Indonesia con il nome di Teuku Umar.
  - Bergen: entrata in servizio il 1º dicembre 1984. Operativa in Indonesia con il nome di Tjiptadi.
  - Angermünde: entrata in servizio il 26 luglio 1985. Operativa in Indonesia con il nome di Silus Papare.

- 1. Flottille (Peenemünde) (3. UJA)
  - Prenzlau: entrata in servizio l'11 maggio 1985. Operativa in Indonesia con il nome di Kapitan Patimura.
  - Ludwigslust: entrata in servizio il 4 luglio 1984. Operativa in Indonesia con il nome di Pati Unus.
  - Ribnitz-Dammgarten: entrata in servizio il 29 ottobre 1983. Operativa in Indonesia con il nome di Utung Suropati.
  - Teterow: entrata in servizio il 27 gennaio 1984. Operativa in Indonesia con il nome di Imam Bunjol.
- 4. Flottille (Rostock) (4. UJA)
  - Parchim: entrata in servizio nel 1981. Operativa in Indonesia con il nome di Suteti Senoputra.
  - Lübz: entrata in servizio nel 1981. Operativa in Indonesia con il nome di Cut Nyak Dien.
  - Perleberg: entrata in servizio nel 1982. Operativa in Indonesia con il nome di Memet Sastrawiria.
  - Bützow: entrata in servizio nel 1982. Operativa in Indonesia con il nome di Lambung Wiratno.

Gli altri quattro esemplari erano Bad Doberan (Sultan Taha Syaifudin), Güstrow (Hasan Basri), Waren (Nuku) e Wismar (Sutanto).